# These Hands
Pour plus de détails, voir Fiche technique et Distribution.
These Hands est un film tanzanien réalisé par Flora M'mbugu-Schelling, sorti en 1993.

## Synopsis
Sans commentaire, le film présente une carrière de gravier dans laquelle des femmes venant du Mozambique minent à mains nues.

## Fiche technique
- Titre : These Hands
- Réalisation : Flora M'mbugu-Schelling
- Scénario : Flora M'mbugu-Schelling
- Photographie : Suleiman Kissoky
- Montage : Evodia Ndonde
- Production : Flora M'mbugu-Schelling
- Pays :  Tanzanie
- Genre : Documentaire
- Durée : 45 minutes
- Dates de sortie : 
  - Modèle:Tanzania : 12 septembre 1993 (festival international du film de Toronto)

## Distinctions
Le film a été présenté au festival international du film de Toronto en 1993 et au festival New Directors/New Films. En 1993, il a remporté le prix Joris Ivens du festival Cinéma du réel.

## Accueil
Sur le film, on peut lire dans le New York Times qu'en « En regardant des vies qui, à bien des égards, semblent sans espoir, These Hands découvre une chaleur commune et des éclairs de joie. » et le journal Libération le qualifie de « voyage halluciné ».